# سترايديكس
سترايديكس
هو علاج أمريكي لعلاج حب الشباب والوقاية منه، سُجل المنتج التجاري الأصيل منه لشركة باير.
يأتي على شكل ضمادات ليفية مشبعة بمادة قابضة وموجودة بعلبة تحوي من 55 إلى 90 ضمادة.
معظم المنتجات في خط تصنيع سترايديكس تحوي على ((0.5_2.5%
حمض السالسليك كمادة فعالة، سترايديكس «ضمادات البودرة» تحوي عوضاً عن حمض السالسليك على البنزويل بيروكسيد، الذي يعتبر «من قبل الأخصاء الطبيين» أكتر العلاجات بدون وصفة فعالية وانتشاراً لنوعي حب الشباب.
لكن هناك بعض المخاوف من الآثار الجانبية ممكنة الحدوث:
جفاف الجلد، إمكانية حدوث حروق. ينصح المرضى الذين يستخدمون هذا العلاج تجنب مناطق الشفاه والفم والأنف ومناطق الجروح والخدوش، كذلك ينصحون بتجنب التعرض الزائد للشمس.
في 2013 , منظمة الغذاء والدواء بدأت بالبحث عن
علاقة بين البنزويل بيروكسيد و /أو حمض السالسليك المستخدم لعلاج حب الشباب المترافق مع حدوث فرط تحسسوصدمة الحساسية بدون إلغاء منتجات أو ترك تحذيرات.
سترايديكس أول ضمادات لعلاج حب الشباب لا تحتاج لوصفة طبية  للشراء. تملكه شركة بلستكس.